# Phostria odontosticta
Phostria odontosticta là một loài bướm đêm trong họ Crambidae.